# Comezzano-Cizzago
Comezzano-Cizzago är en ort och kommun i provinsen Brescia i regionen Lombardiet i Italien. Kommunen hade 4 000 invånare (2018).